# EADS 아스트리움

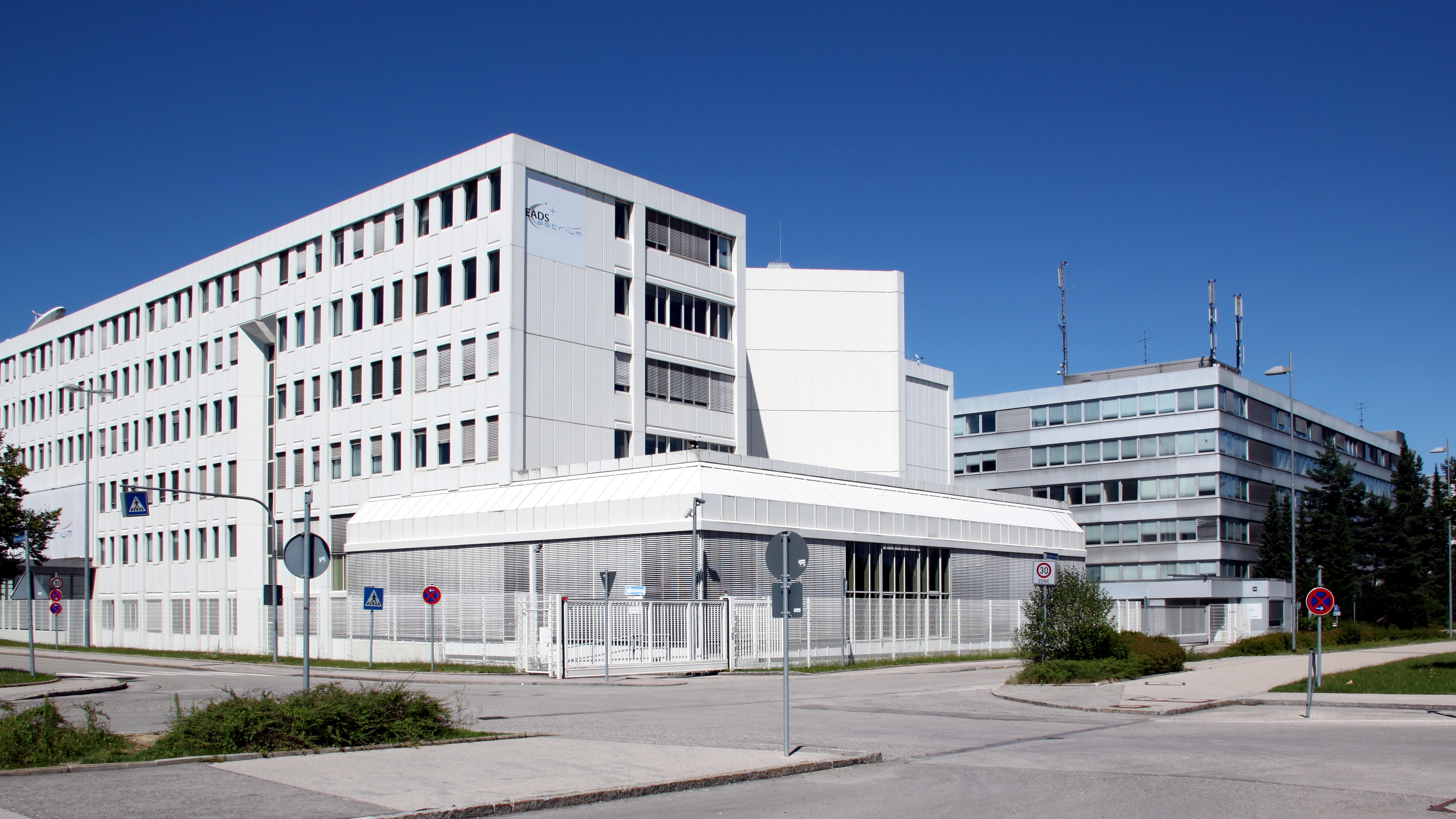

EADS 아스트리움은 EADS의 항공우주부문 자회사이다. 민간용과 군용 우주제품을 제작한다.
프랑스, 독일, 영국, 스페인, 네덜란드에서 15,000명을 고용하고 있다.

## 사업분야
세가지 주력사업은 다음과 같다 :
- EADS Astrium Satellites - 우주선과 지상설비 개발
- EADS Astrium Space Transportation - 우주발사체 서비스
- EADS Astrium Services - 위성 서비스의 개발